# Nim Chimpsky
Pour les articles homonymes, voir Nim.
Nim Chimpsky est un chimpanzé né le 10 novembre 1973 et mort le 10 mars 2000.
Il a été confié à une famille par une équipe de chercheurs de l'Institut d'Étude des Primates (IPS) de Norman de l'Oklahoma, afin qu’il apprenne la langue des signes.
Son nom est un jeu de mots sur celui du linguiste américain Noam Chomsky, qui considère le langage comme une propriété des seuls êtres humains, et du mot « chimp » qui signifie « chimpanzé » en anglais.

## Film documentaire
Le Projet Nim, un film documentaire retraçant son histoire, est sorti en 2011.